# 越南共和國指揮參謀學院
越南共和國指揮參謀學院形成於越南國軍時期。在這一時期，雖然越南國存在於國長保大的領導下，但早期軍隊的所有軍事行動和訓練仍然依靠法國的參謀和指導，以及基於法蘭西聯盟軍隊留下的現有設施的訓練。該校專門培訓當時的尉級軍官，成為中級指揮和參謀領域的高級幹部。

## 歷史
指揮和參謀學院成立於1952年6月，最初被稱為河內戰術訓練中心。1954年7月20日印度支那停战协定之後，該校遷入嘉定，位於嘉定新平武性路。
吳廷琰當選第一共和國總統後。1955年12月1日，學校被改名爲軍事大學（Trường Đại học Quân sự）。1960年，軍事大學將設施遷往大叻，改為指揮和參謀學院（Trường Chỉ huy và Tham mưu）。
最初幾年學校還在嘉定的時候，專門訓練中級參謀指揮班，後來改用高級步兵，該課程轉入步兵學院（守德武科聯校）進行訓練。 後來，學校負責培訓高級參謀指揮班。直到1971年底，學校從大叻遷往邊和的隆平。
參加指揮和參謀課程的人員來自各部隊和兵種。在被保送今學校的幾年裏，學生必須具有中校或以上軍銜。
在開辦期間，該校為越南共和國軍隊培訓了許多中高級軍官成為優秀和著名的指揮官。指揮參謀學院在越南共和國政權垮臺前圓滿完成了任務。